# SimCity (sorozat)
A SimCity olyan nyílt végű, városépítő számítógépes és videójáték, amit Will Wrigh tervezett. Az első részt a Maxis jelentette meg 1989-ben. A játéknak eddig hat része jelent meg.

## Sim City részek
- SimCity (1989)
- SimCity 2000 (1993)
  - SimCity 2000 Special Edition (1995)
  - SimCity 2000 Network Edition (1996)
  - SimCity 2000 (PlayStation és Nintendo 64) (1997)
- SimCity 3000 (1999)
  - SimCity 3000 Unlimited (2000)
- SimCity 4 (2003)
  - SimCity 4: Rush Hour (2003)
  - SimCity 4: Deluxe Edition (2003)
- SimCity Társadalmak (2008)
- SimCity (2013)

### Egyéb verziók
- SimCity 64 (2000)
- SimCity DS (2007)
- SimCity BuildIt (2014) - iOS, illetve Android alapú verzió.

## Díjak
SimCity (1989)
- Best Entertainment Program 1989.
- Best Educational Program, 1989.
- Best Simulation Program, 1989.
- Critics' Choice: Best Consumer Program, 1989, Software Publisher's Association.
- Most Innovative Publisher, 1989, Computer Game Developer's Conference.
- Best PC Game, 1989.
- Member of the 1989 Game Hall of Fame, Macworld.
- Game of the Year, 1989., Computer Gaming World.
- Second Best Simulation of all Time for C-64.
- Fourth Best Simulation of All Time for Amiga, .info.
- Editors' Choice Award: Best Simulation, 1989, Compute.
- Editors' Choice Award: Best Recreation Program, 1989, MacUser.
- Best Computer Strategy Game, 1989, Video Games & Computer Entertainment.
- Best Game Designer of the Year: Will Wright, for SimCity, 1989, Computer Entertainer.
- Best 20th Century Computer Game, 1989, Charles S. Roberts Award.
- Software Award of Excellence, 1990-1991, Technology and Learning.
- Best Educational Program, 1990, European Computer Leisure Award.
- Tild D'Or (Golden Award): Most Original Game, 1989, Tilt (France).
- Game of the Year, 1989, Amiga Annual (Australia).
- World Class Award, 1990, Macworld (Australia).

GameSpot – An average of 7.933 in scores.